# Улица Маринеско (Санкт-Петербург)
Улица Марине́ско — улица в Кировском районе Санкт-Петербурга. Проходит от улицы Зайцева до Автовской улицы.

## История
Названа в честь Александра Ивановича Маринеско.
История переименований:
- улица Строителей (1955—1990)
- улица Маринеско с 1990 года

14 сентября 1990 года решением Ленсовета улица Строителей в Автово стала называться улицей Маринеско. Прежнее название было дано в честь строителей нового жилого района в этой части города.

## Память об А. И. Маринеско (на этой улице)
- Мемориальная доска. Улица названа в честь командира краснознамённой подводной лодки С-13 Героя Советского Союза Маринеско Александра Ивановича (1913—1963).
- Мемориальная доска. «В этом доме жил Александр Иванович Маринеско, командир Краснознамённой подводной лодки С-13». 1993, арх. В. Б. Бухаев, материал — гранит.

## Фотогалерея

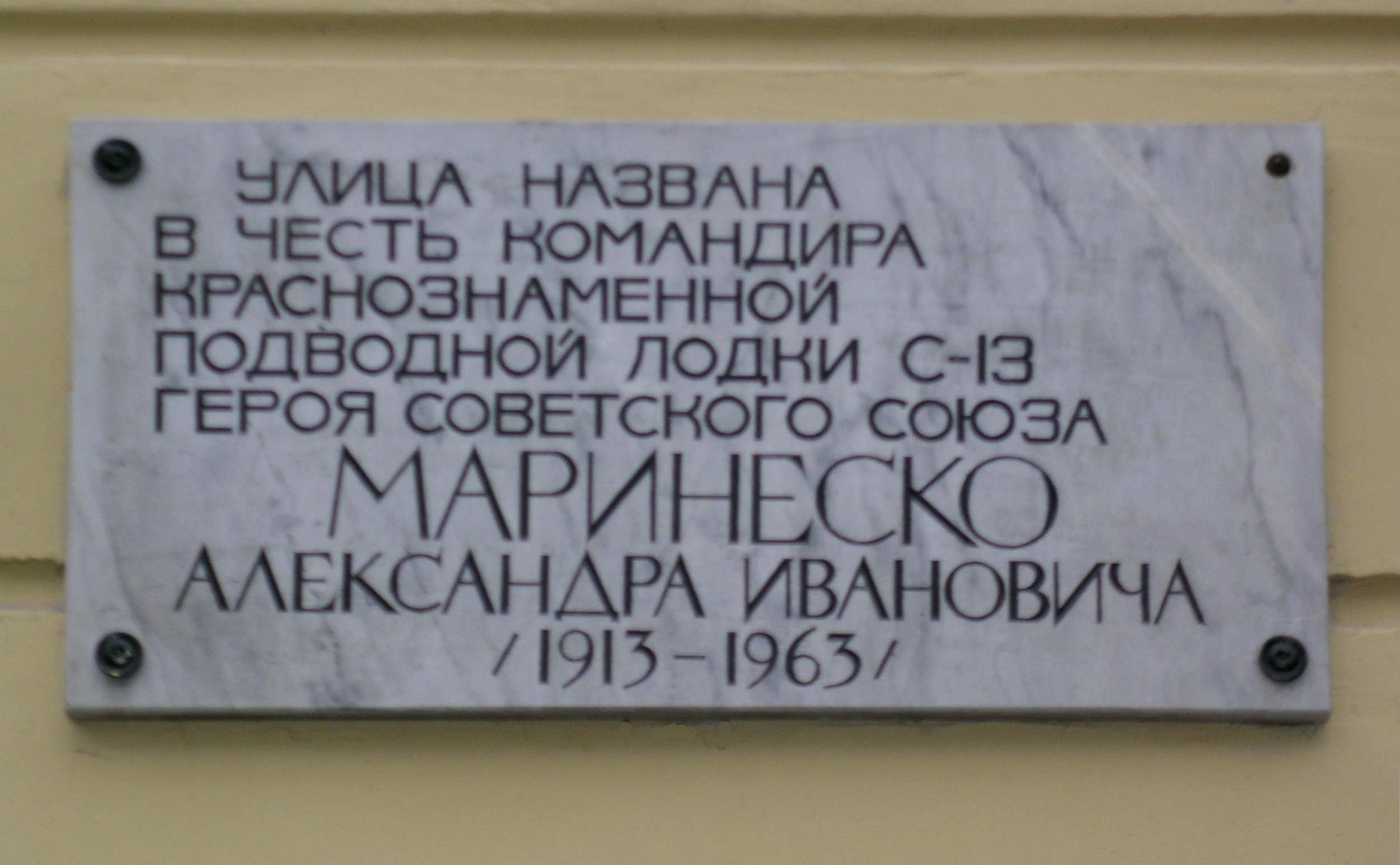
Улица названа в честь командира краснознамённой подводной лодки С-13 Героя Советского Союза Маринеско Александра Ивановича (1913—1963)
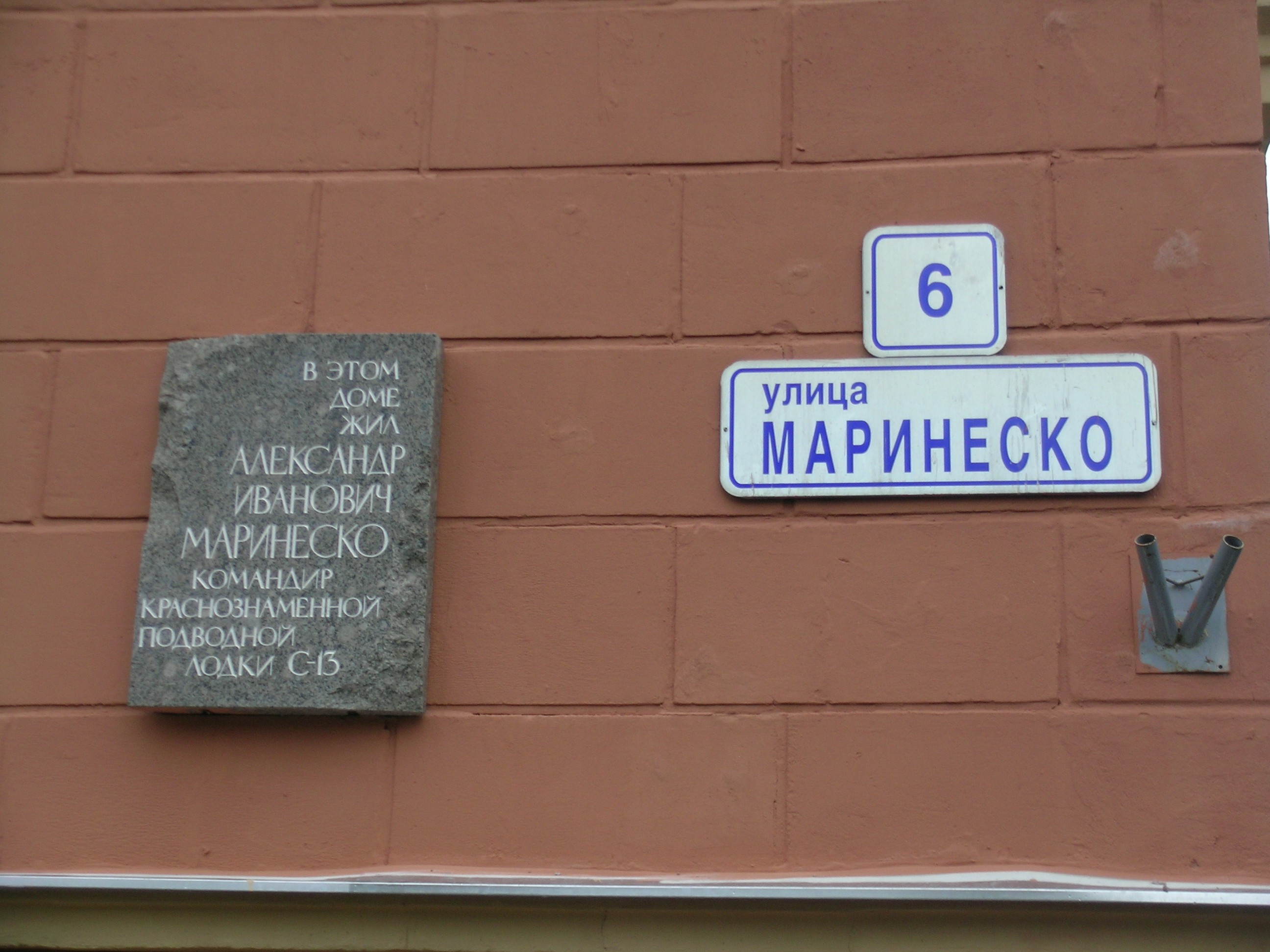
«В этом доме жил Александр Иванович Маринеско, командир Краснознамённой подводной лодки С-13»
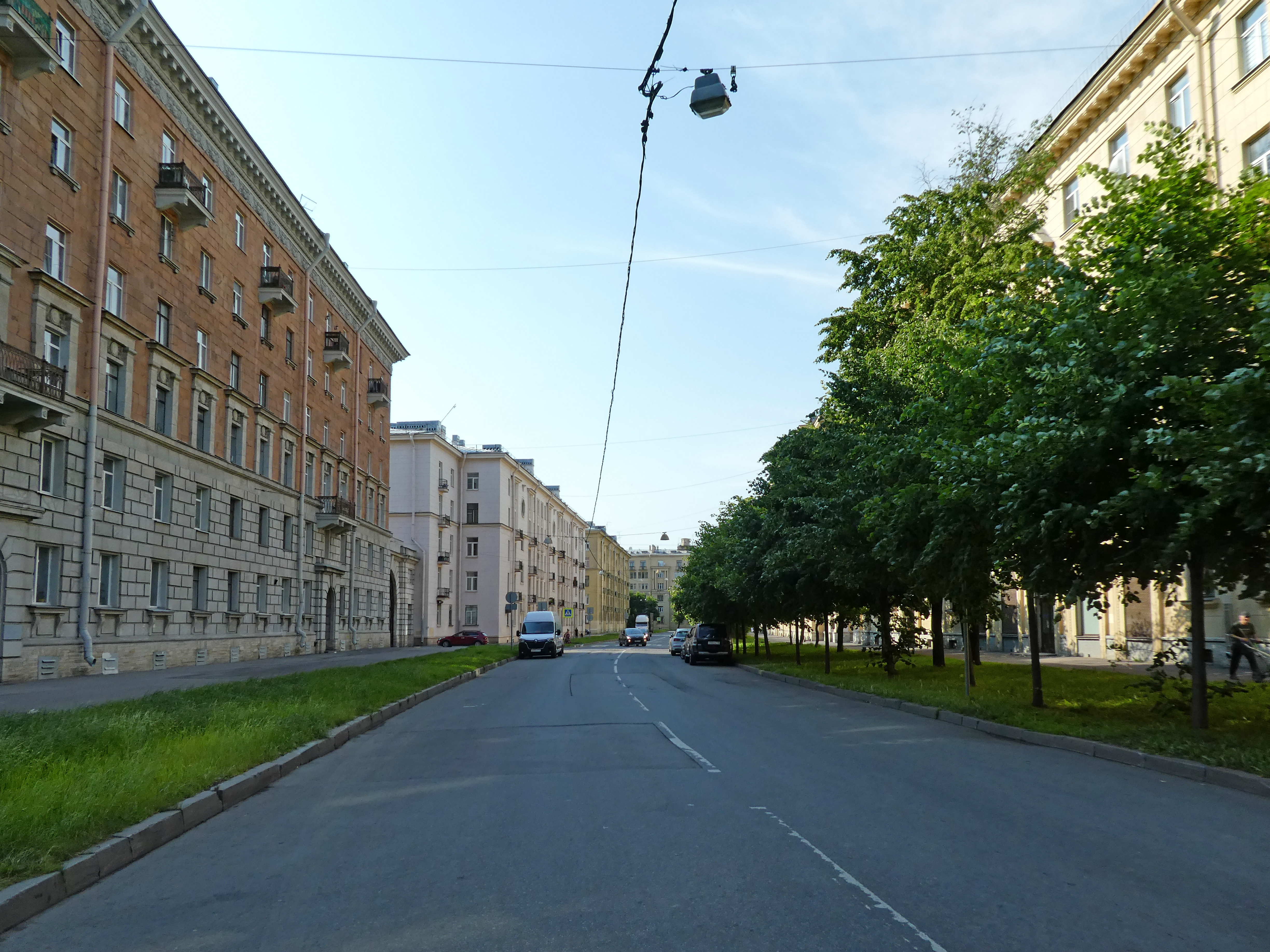
Вид в сторону улицы Зайцева

## Пересечения
- улица Зайцева
- Автовская улица